# تپه خرکل
تپه خرکل مربوط به دوره نوسنگی است و در شهرستان کرمانشاه، بخش کوزران، دهستان سنجابی، ۹۰۰ متری جنوب غربی روستای ده میر واقع شده و این اثر در تاریخ ۲۶ اسفند ۱۳۸۶ با شمارهٔ ثبت ۲۱۷۸۰ به‌عنوان یکی از آثار ملی ایران به ثبت رسیده است.